# Aïn Beida (Ouargla)
Pour les articles homonymes, voir Aïn Beïda.
Aïn Beida est une commune de la wilaya de Ouargla en Algérie.